# Lucy-le-Bocage
 Lucy-le-Bocage  là một xã ở tỉnh Aisne, vùng Hauts-de-France thuộc miền bắc nước Pháp.